# 2002년
2002년은 화요일로 시작하는 평년이다.

## 사건
- 1월 1일
  - 김대중 대통령은 신년사에서 2002년을 '국운융성의 해'로 만들자고 강조하였다.
  - EU, 공식적으로 유로화 사용을 시작하다.
  - 프랑스가 징병제를 폐지하고 모병제로 병역 제도를 바꾸다.
- 1월 3일 - 유로화 발행 3일만에 독일과 아일랜드 등에서 위조된 유로화가 대량 발견되었다.
- 1월 29일 - 조지 W. 부시 미국 대통령, 2002년 첫 국정연설에서 조선민주주의인민공화국과 이라크, 이란을 '惡(악)의 軸(축)'으로 지목하다.
- 2월 2일 - 가수 유승준(미국명 스티브 유), 미국 시민권 취득에 따른 병역기피 의혹으로 대한민국 입국이 거부되다.
- 2월 25일 - 철도, 가스, 발전공동파업 요구안으로 민영화저지, 3조2교대제 쟁취, 해고자 복직 등의 파업을 시작하고 2월 28일까지 열차 운행이 중단되다.
- 4월 15일 - 경상남도 김해시 지내동 부근의 한 야산에서 중국국제항공 129편 추락 사고가 일어나다.
- 4월 21일 - 고이즈미 준이치로 일본 총리가 야스쿠니 신사를 참배하다.
- 4월 30일 - 독일계 대한민국 방송인 겸 저술가 이참 前 대학 교수가 부인 이미주 여사와 결혼 15년여만에 이혼하였다.
- 5월 5일 - 프랑스 대통령 선거 결선 투표에서 현직의 자크 시라크가 당선됐다.
- 5월 6일 - 김대중 대통령이 새천년민주당을 탈당하였다.
- 5월 9일 - 이날 개최된 한나라당 서울 경선/전당대회에서 이회창이 차기 대통령 후보로 선출되었다.
- 5월 12일 - 지미 카터 전 미국 대통령이 33년만에 처음으로 쿠바를 찾았다.
- 5월 20일 - 동티모르가 독립하다.
- 5월 25일 - 중화항공 611편 추락 사고 발생.
- 6월 4일 - 영국의 엘리자베스 2세 여왕이 즉위 50주년을 맞다.
- 6월 13일
  - 경기도 양주군 광적면에서 여중생 장갑차 압사 사건이 일어나다.
  - 제3회 전국동시지방선거가 실시되다.
- 6월 29일 - 서해 해상에서 남북 간에 교전이 벌어져 남측에서 6명이 전사하고 18명이 부상했다. (제2연평해전)
- 8월 1일 - 동남아시아 국가 연합(아세안) 회원국, 미국과 반테러협정 체결되다.
- 8월 2일 - 앙골라 반군 군대 해산으로 27년 앙골라 내전 완전 종결되다.
- 8월 3일 - 중화인민공화국 베이징 주재 한국총영사관에 진입했던 탈북자 11명 대한민국으로 입국하다.
- 8월 4일 - 남북실무접촉 대표, 남북장관급회담(제7차) 재개와 조선민주주의인민공화국 선수단의 아시안게임 참가 논의하다.
- 8월 7일 - 콜롬비아 신임대통령 취임식장 인근서 폭탄테러 17명 사망하다.
- 8월 9일 - 새 총리서리에 장대환(張大煥) 매일경제신문 사장 지명되다.
- 8월 10일 - 부산 실로암 요양원 산사태로 4명 사망하다.
- 8월 12일 - 대한민국과 조선민주주의인민공화국, 서울에서 제7차 남북장관급회담이 열리다.
- 8월 14일 - 대한민국과 조선민주주의인민공화국, 제7차 남북장관급회담 합의안 공동보도문 발표하다.
- 8월 18일 - 조선민주주의인민공화국 주민 21명, 어선타고 서해 공해상 경유 귀순하다.
- 8월 20일 - 대한민국 군의문사진상규명위원회, 84년 의문사 허원근 일병 사건 진상 발표하다.
- 8월 22일 - 대한민국, 위암과 대장암을 동시 절제 복강경 수술 대한민국 내에서 첫 성공하다.
- 8월 23일 - 김정일 조선민주주의인민공화국 국방위원장과 블라디미르 푸틴 러시아 대통령 블라디보스토크에서 정상회담하다.
- 8월 26일 - 대한민국 국회, 장대환 총리서리에 대한 인사청문회 개최되다.
- 8월 29일 - 대한민국의 헌법재판소, 부부자산소득 합산과세 위헌 결정하다.
- 8월 30일 - 대한민국과 조선민주주의인민공화국, 제2차 남북경제협력추진위원회, 경의선. 동해선 철도 및 도로 연결 착공 관련 8개 항목 합의하다.
- 8월 31일 - 대한민국, 태풍 루사의 북상으로 사망·실종 246명의 인명 피해와 5조 원이 넘는 재산 피해를 냈다.
- 9월 1일 - 중화인민공화국, '한가정 한자녀' 정책 법제화, 공식 시행하다.
- 9월 3일
  - 탈북자 16명 베이징 소재 독일대사관 직원 숙소에 진입하여 망명 요청하다.
  - 대법원은 부녀자를 연쇄살해한 혐의로 기소된 김종근(30세)의 상고심에서 사형을 선고한 원심을 확정하다.
- 9월 8일 - 남북적십자사, 금강산 지역에 이산가족면회소 공동설치 등 6개항 합의사항 발표하다.
- 9월 10일
  - 대한민국, 국무총리서리에 김석수 전 중앙선거관리위원회 위원장 임명되다.
  - 스위스가 유엔에 가입하다. (190번째 가입국).
- 9월 12일
  - 대한민국 의문사진상규명위원회, 1974년 인혁당재건위원회사건이 중앙정보부 조작이라고 발표하다.
  - 주한미군, 조선민주주의인민공화국과 비무장지대(DMZ) 공사 관련 관리권 이양 합의문에 서명하다.
- 9월 13일 - 제5차 남북 이산가족 상봉 행사 참가한 남측가족, 조선민주주의인민공화국 장전항 도착하다.
- 9월 14일 - 중국 난징에서 독극물 중독으로 245명 사망, 1천여 명 중독되다.
- 9월 16일 - 대한민국 국방부, 한반도 비무장 지대(DMZ) 군 핫라인 개통에 합의하다.(24일부터 개통하였다.)
- 9월 17일 - 대한민국과 조선민주주의인민공화국, 제7차 남북군사실무회담 남북철도, 도로 연결 실무협의회 종료, DMZ 군사보장합의서 공식 발효되다.
- 9월 18일 - 남북 경의선 및 동해선의 철도와 도로 연결공사 동시 착공하다.
- 9월 19일 - 조선민주주의인민공화국, 신의주를 특별행정구(경제특구)로 지정하다.
- 9월 24일
  - 조선민주주의인민공화국, 신의주특별행정구 초대 행정장관에 양빈(楊斌)을 임명하다.
  - 대한민국과 조선민주주의인민공화국, 군사 핫라인 분단 이후 처음 개통하다.
- 9월 26일 - 대구 달서구 와룡산에서 실종되었던 성서 초등학생 5명의 유골이 11년 만에 발견되다.
- 9월 27일 - 동티모르가 유엔에 가입하다.
- 9월 30일 - 강원도 화천군 평화의 댐 2단계 증축공사 개시하다.
- 10월 7일
  - 집단 안보 조약 기구가 창설되다.
  - 서울에서 제7차 해외한민족경제공동체대회 개막하다.
- 10월 10일 - 한국노동조합총연맹, 한국민주사회당 창당 결의하다.
- 10월 11일 - 미국 의회, 이라크에 대한 군사작전을 승인하다.
- 10월 12일 - 2002년 발리 폭탄 테러로 202명이 죽고 209명이 다쳤다.
- 10월 14일 - 신승남 검찰총장, 동생 신승환의 이용호게이트 연루로 도의적 책임 지고 사퇴하다.
- 10월 16일 - 정몽준 의원 주도 푸른정치국민통합21 발기인대회 개최하다.
- 10월 20일 - 개혁국민정당 발기인대회 개최하다.
- 10월 23일 - 체첸 반군에 의한 러시아 모스크바 극장 점거 사건이 발발하다 - 129명이 사망하였다.
- 10월 25일 - 북한은 미국의 선 핵개발 프로그램 포기 요구를 거부했다.
- 12월 18일 - 대한민국의 대통령 선거 투표 8시간을 앞둔 오후 10시 정몽준은 노무현과의 선거 공조를 파기하다.
- 12월 19일 - 대한민국 제16대 대통령 선거에서 노무현 후보가 당선되다. (제3회 전국동시지방선거 이후 6개월 만에 치러지는 선거이다.)

## 문화
- 1월 1일
  - KBS 제2FM이 광고방송(상업광고방송)을 재개 및 개시를 하였다.
  - GBN KOREA가 개국하였다.
- 2월 2일 - KBS KOREA가 개국하고 (현재 KBS N 라이프)스카이KBS, KBS 스포츠, KBS 드라마 (현재 KBS N, KBS N Sports, KBS 드라마)로 구성된 케이블TV 3개 채널이 개국하다.
- 2월 15일 - KBS 2TV 어린이 드라마 요정 컴미가 478회를 끝으로 종영.
- 2월 18일 - KBS 2TV 어린이 드라마 매직키드 마수리 첫 방송.
- 2월 25일 - 울산극동방송이 개국하였다.(주파수: FM 107.3MHz, 호출부호 및 출력: HLQR 3KW)
- 3월 1일 - 대한민국의 CBS기독교방송, 제3영화채널(현 엠플렉스), SKY바둑(현K-바둑) 등의 디지털위성방송 스카이라이프 개국.
- 4월 17일 - 대한민국의 GBN 드라마플러스, GBN 스포츠채널 (현 GBN 골프&스포츠), GBN 바둑채널 (현 GBN 바둑), GBN 연예뉴스채널, GBN 스타채널 (현 GBN 스타플러스)로 구성된 케이블TV 5개 채널이 개국을 하였다.
- 4월 2일 - 양양국제공항 개항.
- 4월 3일 - 서울 지하철 9호선이 착공되었다.
- 4월 23일 - 장나라의 팡팡 동요나라/ABC나라가 출시되다.
- 5월 6일
  - 프로골퍼 최경주가 한국인 최초로 미국 PGA 투어에서 우승하였다.
  - 미국에서 스페이스X가 설립되었다.
- 5월 10일 - 대구 도시철도 1호선 연장 구간인 대곡역에서 구간이 개통되었다.
- 5월 15일 - TBN 전주교통방송 개국하다.
- 5월 19일 - 대한민국의 미스코리아 실황중계를 지상파가 아닌 케이블TV에서 첫 방영하게 되었다.
- 5월 31일
  -  대한민국과  일본에서 공동으로 2002년 FIFA 월드컵이 개막하였다.
  - 2002년 FIFA 월드컵 개막전에서 세네갈이 1998 FIFA 월드컵 우승국인 프랑스를 상대로 1:0으로 승리하는 이변을 일으켰다.
  - 대한민국에서 제주방송(JIBS) 텔레비전이 개국하다.
- 6월 3일 - KBS 미디어 하나언니의 율동동요가 출시되다.
- 6월 4일 - 대한민국이 2002년 FIFA 월드컵 D조 1차전에서 황선홍의 선제골과 유상철의 추가골로 폴란드에 2:0으로 승리하여, FIFA 월드컵에 출전한지 48년 만에 첫 승을 거두었다.
- 6월 10일 - 대한민국이 2002년 FIFA 월드컵 D조 2차전 미국과의 경기에서 안정환의 동점골로 1:1로 비겼다.
- 6월 11일 - 1998 FIFA 월드컵 우승국 프랑스가 2002년 FIFA 월드컵 A조 최종전에서 덴마크에 0:2로 패배해 1무 2패(무득점, 3실점)로 탈락하다.
- 6월 12일 - 아르헨티나가 2002년 FIFA 월드컵에서 스웨덴과 비겨 1승 1무 1패(2득점, 2실점) F조 3위로 1970년 지역예선 탈락 이후 처음으로 16강 진출이 좌절되었다.
- 6월 14일 - 대한민국이 2002년 FIFA 월드컵 D조 3차전에서 후반 25분에 터진 박지성의 결승골로 포르투갈을 1:0으로 이기며 D조 1위를 차지해 월드컵 출전 48년 만에 처음으로 16강에 진출하였다. 한편, 미국은 폴란드에 1:3으로 패배했지만, 대한민국이 포르투갈을 1:0으로 이긴 덕에 D조 2위로 16강에 진출하였다.
- 6월 18일 - 대한민국이 2002년 FIFA 월드컵 16강전에서 이탈리아를 2:1로 역전승하고 8강에 진출하였다(설기현 동점골, 안정환 골든골)
- 6월 22일 - 대한민국이 2002년 FIFA 월드컵 8강전에서 스페인을 승부차기에서 5:3으로 꺾고 준결승에 진출하였다.
- 6월 25일 - 대한민국이 2002년 FIFA 월드컵 준결승전에서 독일에 0:1로 석패하여 3·4위전으로 밀려났다.
- 6월 29일 - 대한민국이 2002년 FIFA 월드컵 3·4위전에서 튀르키예에 2:3으로 패배하며 4위를 차지하였고 이 경기에서 하칸 수쿠르 선수가 가장 빠른 선취골을 기록되었다.
- 6월 30일 - 2002년 FIFA 월드컵에서 브라질이 독일을 꺾고 통산 5번째 우승을 차지하고 폐막하였다.
- 8월 28일 - 증산도미디어(현 STB미디어) 출범.
- 8월 6일 - 김유정문학촌 개관.
- 8월 29일 - 부산 도시철도 2호선 광안 ~ 장산 구간 개통.
- 9월 8일 - 이창동 감독 영화 《오아시스》가 제59회 베니스 국제 영화제에서 감독상, 신인배우상 수상하다.
- 9월 16일 - 대한민국의 시민방송 등의 디지털위성방송 스카이라이프 개국.
- 9월 21일 - 평양에서 추석맞이 남북교향악 합동연주회 개최되다.
- 9월 23일 - 제14회 아시안 게임 참가 조선민주주의인민공화국 선수단 부산 도착하다.
- 9월 29일 ~ 10월 14일 - 제14회 아시안 게임이 대한민국 부산에서 개최되었다.
- 10월 2일 - 주식회사 이요TV가 주식회사 아이TV로 바뀌었다.
- 10월 9일 - K리그 최초의 시민구단 대구 FC 창단되었다.
- 10월 11일 - 한국어 위키백과 프로젝트가 시작되다. (한국어 위키백과의 최초의 문서, 지미 카터)
- 10월 21일 - KBS 제2FM 상쾌한 아침 첫방송.
- 10월 24일 - 중국어 위키백과 프로젝트가 시작되다.
- 10월 26일 - 2002년 아시아태평양장애인경기대회가 대한민국 부산에서 개막했다.
- 10월 27일 - 프로골퍼 박세리가 CJ 나인브릿지 클래식에서 시즌 5연승을 거두었다.
- 10월 28일 - 기존 대우자동차를 인수한 외국계 자동차 기업인 GM대우(현 한국지엠)가 공식 출범하였다.
- 11월 1일
  - 2002년 아시아태평양장애인경기대회 폐막.
  - 춘천불교방송 개국.
  - 대한민국에서 시청 가능 연령을 표시하는 드라마 등급 제도가 6개월 간의 유예 기간을 거친 후에, 일제히 시행되었다.
- 11월 6일 - 대한민국, 2003학년도 대학수학능력시험을 실시하다.
- 11월 10일 - KBO 리그 KBO 한국시리즈 6차전에서 삼성 라이온즈가 LG 트윈스를 10대 9로 꺾고 시리즈 전적 4승 2패로 1985년 이후 17년만에 통산 2번째 우승을 달성하였다.
- 11월 11일 - 제4대 천주교 마산교구장으로 안명옥 주교가 착좌하였다.
- 12월 1일 - 한국방송공사에서 KBS 드라마 금연 선포의 날을 선포하고, 텔레비전 드라마에 흡연 장면을 전면 삭제.
- 12월 7일 - SBS 생방송 브라보 나눔로또 방송을 개시하였고, 로또 6/45가 첫 회를 시작했다.
- 12월 16일 - 유관순 열사 탄신 100주년.
- 12월 23일 - 논산천안고속도로 개통.

## 탄생

### 1월
- 1월 1일 - 대한민국의 야구 선수 김휘집.
- 1월 2일
  - 미국의 배우 제이든 리버허.
  - 대한민국의 기업인 방정식의 아들 방태빈.
- 1월 3일 - 대한민국의 바둑 기사 김선기.
- 1월 4일 - 대한민국의 배우 우상혁.
- 1월 5일 - 대한민국의 가수 가린 (엘리스).
- 1월 6일
  - 대한민국의 축구 선수 김민성.
  - 대한민국의 배우 김아론.
  - 일본의 아이돌 가수 야나가와 나나미.
  - 중국의 배우, 가수 린모.
- 1월 9일 - 조선민주주의인민공화국의 유도 선수 문성희.
- 1월 10일 - 대한민국의 가수, 작곡가 김준욱. (더 이스트라이트)
- 1월 11일 - 대한민국의 가수 서기.
- 1월 14일 - 대한민국의 야구 선수 손성빈.
- 1월 16일 - 대만의 가수 켈리.
- 1월 17일
  - 대한민국의 치어리더 정희정.
  - 미국의 가수 사무엘.
- 1월 18일 - 대한민국의 가수 카엘.
- 1월 21일 - 대한민국의 배우 신이준.
- 1월 22일 - 대한민국의 가수 람다.
- 1월 23일
  - 대한민국의 배우 이주연.
  - 대한민국의 가수 아이사. (스테이씨)
- 1월 25일 - 대한민국의 가수 V.et.
- 1월 28일 - 대한민국의 가수, 배우 유선호.
- 1월 29일 - 대한민국의 야구 선수 김형욱.
- 1월 30일
  - 대한민국의 가수 유키.
  - 대한민국의 배우 최현욱.
- 1월 31일 - 대한민국의 배우 홍예지.

### 2월
- 2월 4일
  - 대한민국의 래퍼 릴타치.
  - 대한민국의 리그 오브 레전드 프로게이머 듀로.
  - 아일랜드의 축구 선수 트로이 패럿.
- 2월 5일
  - 대한민국의 배드민턴 선수 안세영.
  - 대한민국의 가수 지성 (엔시티).
  - 대한민국의 가수 강태현 (투모로우바이투게더).
  - 대한민국의 배우 정찬비.
  - 미국의 배우 데이비스 클리블랜드.
- 2월 6일 - 대한민국의 리그 오브 레전드 프로게이머 구마유시.
- 2월 7일 - 대한민국의 가수 도하.
- 2월 8일 - 대한민국의 가수 lona.
- 2월 10일
  - 일본의 아이돌 가수 오제키 마이.
  - 대한민국의 축구 선수 장유빈.
- 2월 12일 - 대한민국의 배우 이한울.
- 2월 13일
  - 미국의 배우 소피아 릴리스.
  - 대한민국의 유튜버 비디오 빌리지 차진혁.
- 2월 15일
  - 대한민국의 야구 선수 나승엽.
  - 대한민국의 야구 선수 안재석.
- 2월 16일 - 대한민국의 기업인 이광호.
- 2월 19일 - 대한민국의 가수 해나.
- 2월 20일
  - 대한민국의 체조 선수 여서정.
  - 일본의 레슬링 선수 모토키 사쿠라.
  - 대한민국의 프로게이머 조성용.
- 2월 21일
  - 대한민국의 가수 전도염 (원더나인)
  - 미국의 가수 마이클 잭슨의 아들 프린스 마이클 잭슨 2세.
- 2월 22일
  - 대한민국의 가수 원혁 (E'LAST).
  - 대한민국의 치어리더 하지원.
- 2월 23일 - 대한민국의 축구 선수 김성동.
- 2월 25일 - 대한민국의 축구 선수 윤석주.
- 2월 26일 - 대한민국의 배우 김서윤.
- 2월 28일
  - 러시아의 체조 선수 이반 쿨랴크.
  - 오스트레일리아의 싱어송라이터 일로나 가르시아.

### 3월
- 3월 1일 - 일본의 가수 미쿠.
- 3월 2일
  - 미국의 가수 베비스 소르비앙.
  - 대한민국의 축구 선수 이지훈.
  - 대한민국의 가수 신지윤.
- 3월 3일 - 영국의 육상 선수 킬리 호지킨슨.
- 3월 4일 - 대한민국의 배우 최하호.
- 3월 5일 - 대한민국의 배우 박서연.
- 3월 7일 - 일본의 가수 하가 아카네 (모닝구무스메).
- 3월 8일 - 대한민국의 가수 이원준 (E'LAST).
- 3월 9일 - 앙골라의 축구 선수 지투 루붐부.
- 3월 12일 - 대한민국의 가수 박지용 (엔카이브).
- 3월 13일
  - 대한민국의 가수 채린 (체리블렛).
  - 대한민국의 쇼트트랙 선수 서휘민.
- 3월 14일 - 대한민국의 배우 방준서.
- 3월 15일 - 일본의 스케이트보드 선수 요소즈미 사쿠라.
- 3월 16일 - 대한민국의 축구 선수 김민우.
- 3월 18일 - 대한민국의 축구 선수 손승우.
- 3월 19일 - 대한민국의 쇼트트랙 선수 장성우.
- 3월 20일 - 대한민국의 가수 남승민.
- 3월 21일 - 대한민국의 축구 선수 이종훈.
- 3월 22일 - 대한민국의 헤어디자이너 수린.
- 3월 23일 - 우즈베키스탄의 태권도 선수 울루그베크 라시토프.
- 3월 24일 - 대한민국의 야구 선수 김세민.
- 3월 25일
  - 대한민국의 배우 김현지.
  - 스페인의 축구 선수 하비 로페스.
- 3월 26일 - 대한민국의 가수 공서영.
- 3월 30일 - 대한민국의 가수 정진성 (원더나인).

### 4월
- 4월 1일
  - 미국의 배우 세이디 싱크.
  - 대한민국의 축구 선수 정상빈.
- 4월 2일
  - 대한민국의 방송인 손상연.
  - 대한민국의 바둑 기사 김동우.
  - 일본의 배우 오바라 유이토.
- 4월 3일 - 중국의 가수, 걸그룹 우안치.
- 4월 4일
  - 대한민국의 야구 선수 조형우.
  - 대한민국의 가수 김윤희.
- 4월 5일
  - 캐나다의 육상 선수 이선 캐츠버그.
  - 대한민국의 가수 하동준.
- 4월 7일 - 대한민국의 가수 재현.
- 4월 8일
  - 대한민국의 배우 김혜진.
  - 대한민국의 축구 선수 강윤구.
- 4월 9일 - 대한민국의 가수 류정운.
- 4월 10일 - 대한민국의 가수 하연.
- 4월 11일 - 대한민국의 피겨 스케이팅 선수 김하늘.
- 4월 13일 - 대한민국의 가수 종형 (DKZ).
- 4월 14일 - 대한민국의 가수 윤예준.
- 4월 15일
  - 스페인의 배우, 모델 클라라 가예.
  - 대한민국의 축구 선수 최준용.
- 4월 17일 - 대한민국의 가수 레나 (공원소녀).
- 4월 18일 - 대한민국의 배우 주한띠.
- 4월 20일 - 대한민국의 가수 제이.
- 4월 21일 - 대한민국의 배우 박수연.
- 4월 22일 - 대한민국의 가수 엄태민.
- 4월 23일 - 대한민국의 배우 겸 가수 차웅기 (티오원).
- 4월 24일 - 대한민국의 가수 지영.
- 4월 26일 - 대한민국의 가수 김채현.
- 4월 27일 - 대한민국의 가수 김도연.
- 4월 29일 - 대한민국의 배우 송수현.
- 4월 30일
  - 대한민국의 가수 이레 (퍼플키스).
  - 대한민국의 축구 선수 이수인.

### 5월
- 5월 1일 - 대한민국의 배우 김채린.
- 5월 2일 - 대한민국의 배구 선수 서유경.
- 5월 5일 - 대한민국의 축구 선수 강영석.
- 5월 6일 - 미국의 배우 에밀리 앨린 린드
- 5월 7일
  - 대한민국의 가수 방예담 (트레저).
  - 대한민국의 가수 유채 (네이처).
  - 대한민국의 축구 선수 정재윤.
- 5월 9일 - 대한민국의 농구 선수 문지영.
- 5월 10일
  - 일본의 가수 후나키 무스부. (컨트리걸즈), (안주루무)
  - 대한민국의 가수 하선호.
  - 대한민국의 가수 먼데이.
- 5월 11일 - 대한민국의 가수 시온. (NCT WISH)
- 5월 12일 - 일본의 가수 마유. (TripleS)
- 5월 13일 - 대한민국의 바둑 기사 이우람.
- 5월 14일
  - 대한민국의 가수 곽태풍.
  - 중국의 가수 류관유.
- 5월 17일
  - 대한민국의 가수 아이리스.
  - 프랑스의 수영 선수 레옹 마르샹.
  - 중국의 배우, 가수 죠우커위.
- 5월 18일
  - 대한민국의 가수 유시온.
  - 러시아의 피겨 스케이팅 선수 알리나 자기토바.
- 5월 19일 - 대한민국의 야구 선수 이승현.
- 5월 20일 - 대한민국의 가수 루비.
- 5월 21일 - 대한민국의 가수 오장호.
- 5월 23일 - 대한민국 걸그룹 야부키 나코 (아이즈원).
- 5월 24일
  - 대한민국의 가수 김호정.
  - 대한민국의 가수 주니. (아이칠린)
- 5월 25일
  - 대한민국의 축구 선수 양현준.
  - 대한민국의 축구 선수 여홍규.
  - 중국의 가수 신위. (TripleS)
- 5월 27일 - 대한민국의 축구 선수 문하연.
- 5월 28일 - 대한민국의 가수 석매튜.
- 5월 29일 - 대한민국의 작가 남보미.
- 5월 30일
  - 대한민국의 바둑 기사 허서현.
  - 태국의 가수 나띠. (KISS OF LIFE)

### 6월
- 6월 1일 - 튀니지의 태권도 선수 무함마드 할릴 젠두비.
- 6월 2일 - 대한민국의 리그 오브 레전드 프로게이머 태윤.
- 6월 3일 - 대한민국의 배우 강한별.
- 6월 5일
  - 중화인민공화국의 프리스타일 스키 선수 장커신.
  - 영국의 배우 루이스 맥두걸.
- 6월 7일 - 대한민국의 가수 김진솔.
- 6월 8일 - 네덜란드의 공주 오라녜나사우 여백작 엘로이즈.
- 6월 11일 - 대한민국의 가수 위시. (EPEX)
- 6월 12일 - 대한민국의 작가 장예은.
- 6월 13일
  - 대한민국의 배우 남다름.
  - 대한민국의 가수 영서.
- 6월 16일
  - 대한민국의 야구 선수 이의리.
  - 대한민국의 야구 선수 강현구.
  - 미국의 가수 테일러 매킨토시.
  - 콩고 민주 공화국의 방송인 파트리샤 욤비.
- 6월 17일 - 대한민국의 야구 선수 이영빈.
- 6월 18일
  - 대한민국의 인플루언서 태리.
  - 대한민국의 가수 김성연.
- 6월 19일 - 대한민국의 유도 선수 이준환.
- 6월 20일
  - 대한민국의 야구 선수 장재영.
  - 대한민국의 가수 선샤인.
- 6월 22일 - 대한민국의 가수 예령.
- 6월 25일 - 대한민국의 방송인 세나.
- 6월 26일
  - 대한민국의 배우 이지우.
  - 대한민국의 배우 안은정.
- 6월 28일 - 김병지의 둘째아들 김산.
- 6월 29일 - 헝가리의 사격 선수 메사로시 에스테르.

### 7월
- 7월 1일
  - 대한민국의 가수 최수호.
  - 중화인민공화국의 바둑 기사 저우훙위.
- 7월 2일 - 세르비아의 태권도 선수 알렉산드라 페리시치.
- 7월 3일 - 대한민국의 축구 선수 손호준.
- 7월 5일
  - 대한민국의 야구 선수 김진욱.
  - 대한민국의 야구 선수 이주형.
  - 일본의 아이돌 야하기 모에카. (AKB48)
- 7월 7일 - 대한민국의 가수 남지운 (아이덴티티).
- 7월 9일
  - 대한민국의 가수 차준호 (드리핀)(X1).
  - 타이완의 가수 니콜라스 앤팀.
- 7월 12일
  - 대한민국의 야구 선수 김준형.
  - 대한민국의 야구 선수 김건우.
  - 스페인의 축구 선수 니코 윌리암스.
- 7월 14일 - 대한민국의 가수 김태래.
- 7월 16일 - 대한민국의 배우 한지원.
- 7월 19일 - 일본의 쇼기기사 후지이 소타.
- 7월 20일 - 대한민국의 배우 박하영.
- 7월 21일 - 대한민국의 온라인콘텐츠창작자 김현준.
- 7월 22일 - 덴마크의 왕자 몽페자 백작 펠릭스.
- 7월 23일 - 대한민국의 배우 이은수.
- 7월 25일 - 일본의 배우, 아이돌 미치에다 슌스케.
- 7월 27일 - 대한민국의 가수, 드럼 연주가 김은찬.
- 7월 28일 - 대한민국의 축구 선수 이태석.
- 7월 30일
  - 대한민국의 가수 한유아.
  - 대한민국의 야구 선수 김주원.
  - 대한민국의 야구 선수 황동하.
- 7월 31일 - 대한민국의 가수 휘서.

### 8월
- 8월 1일
  - 대한민국의 가수 자한.
  - 대한민국의 가수 도희.
- 8월 2일 - 대한민국의 전 배구 선수 김채의.
- 8월 3일 - 이스라엘의 배우, 모델 노아 코헨.
- 8월 7일 - 미국의 배우 게이튼 매터래조.
- 8월 8일 - 대한민국의 가수 이강성. (GHOST9)
- 8월 14일
  - 미국의 가수 휴닝카이 (투모로우바이투게더).
  - 대한민국의 전직 카트라이더 프로게이머 장건.
- 8월 16일
  - 대한민국의 배우 김소연.
  - 대한민국의 가수 도연.
- 8월 18일 - 대한민국의 야구 선수 김영현.
- 8월 19일 - 미국의 배우 브라이튼 샤비노.
- 8월 20일 - 대한민국의 배우 홍하나임.
- 8월 22일 - 대한민국의 가수, 배우 차민호.
- 8월 23일
  - 대한민국의 배우 천보근.
  - 대한민국의 가수 예준 (엘라스트)
- 8월 24일 - 대한민국의 수영 선수 지유찬.
- 8월 25일
  - 대한민국의 배우 김환희.
  - 대한민국의 리그 오브 레전드 프로게이머 쿼드.
- 8월 26일 - 미국의 래퍼 릴 테카.
- 8월 28일 - 대한민국의 리그 오브 레전드 프로게이머 함유진.
- 8월 30일
  - 잉글랜드의 배우 래피 캐시디.
  - 대한민국의 가수 우경준.
- 8월 31일
  - 대한민국의 가수, 뮤지컬 배우 루시 (위키미키).
  - 러시아의 프리스타일 스키 선수 아나스타시야 스미르노바.

### 9월
- 9월 2일 - 대한민국의 가수 국승준.
- 9월 3일 - 일본의 아이돌 히라타 유키.
- 9월 4일 - 미국의 배우 털리사 베이트먼.
- 9월 5일
  - 대한민국의 축구 선수 김민석.
  - 프랑스의 태권도 선수 시리안 라베.
- 9월 8일 - 크로아티아의 축구 선수 루카 수치치.
- 9월 9일 - 대한민국의 가수 손동표 (X1).
- 9월 10일
  - 대한민국의 래퍼 이영지.
  - 대한민국의 배우 조한결.
  - 대한민국의 야구 선수 조현진.
  - 일본의 성우 타카오 카논.
  - 카자흐스탄의 사격 선수 알렉산드라 사두아카소바.
- 9월 12일
  - 대한민국의 리그 오브 레전드 프로게이머 딜라이트.
  - 대한민국의 가수 주연.
- 9월 13일 - 일본의 배우 겸 가수 와타나베 리온(STARRY PLANET☆ 멤버).
- 9월 14일 - 대한민국의 배구 선수 김수빈.
- 9월 15일 - 대한민국의 바둑 기사 김노경.
- 9월 16일 - 대한민국의 전 가수 예린.
- 9월 17일 - 대한민국의 가수 민희 (X1).
- 9월 18일 - 대한민국의 배우 문하연.
- 9월 19일
  - 대한민국의 농구 선수 강주은.
  - 미국의 래퍼, 가수 체이스 드윗.
- 9월 21일 - 일본의 가수 츠키.
- 9월 22일 - 대한민국의 바둑 기사 김상인.
- 9월 24일 - 대한민국의 배우 조승희.
- 9월 25일 - 대한민국의 래퍼 플루마.
- 9월 26일 - 대한민국의 배우 박인아.
- 9월 27일 - 미국의 배우 제나 오르테가.
- 9월 28일
  - 대한민국의 골퍼 김민주.
  - 리투아니아의 육상 선수 미콜라스 알레크나.
- 9월 29일 - 대한민국의 가수 이연. (세러데이)
- 9월 30일
  - 오스트레일리아의 배우 리바이 밀러.
  - 미국의 댄서, 모델 겸 배우 매디 지글러.

### 10월
- 10월 2일 - 미국의 가수 제이컵 사토리어스.
- 10월 5일 - 아제르바이의 레슬링 선수 해스래트 재패로프.
- 10월 6일
  - 중화인민공화국의 컬링 선수 한위.
  - 미국의 배우 엘리자베스 유.
- 10월 7일 - 대한민국의 모델 이채은.
- 10월 8일
  - 대한민국의 암벽등반 선수 이도현.
  - 중화인민공화국의 테니스 선수 정친원.
- 10월 9일 - 대한민국의 배우 최민영.
- 10월 10일 - 대한민국의 가수 성민지.
- 10월 11일 - 대한민국의 야구 선수 김현준.
- 10월 12일
  - 대한민국의 축구 선수 김동현.
  - 미국의 배우 아이리스 애퍼타우.
- 10월 13일
  - 대한민국의 탁구 선수 조대성.
  - 대한민국의 가수 김나경. (TripleS)
  - 대한민국의 가수 박소현. (TripleS)
- 10월 14일
  - 대한민국의 야구 선수 강효종.
  - 대한민국의 리그 오브 레전드 프로게이머 케리아.
  - 대한민국의 래퍼 요보이.
- 10월 15일 - 대한민국의 온라인콘텐츠창작자 MK 작가.
- 10월 16일 - 대한민국의 가수 김한비.
- 10월 17일 - 오스트레일리아의 가수 릴리.
- 10월 19일
  - 대한민국의 축구 선수 천가람.
  - 일본의 레슬링 선수 아사히. (~2024년)
- 10월 21일 - 대한민국의 래퍼 플리키뱅.
- 10월 22일 - 대한민국의 기계체조 선수 류성현.
- 10월 23일
  - 대한민국의 배우 신은수.
  - 중국의 가수 닝닝. (Aespa)
- 10월 24일 - 일본의 가수 Ado.
- 10월 25일 - 대한민국의 드럼연주가 주완서. (럼킥스)
- 10월 26일
  - 대한민국의 가수 이은상 (엑스원).
  - 대한민국의 가수 정사강.
  - 대한민국의 가수 박소은.
- 10월 27일 - 대한민국의 배우 현석준.
- 10월 29일 - 오스트레일리아의 싱어송라이터 Ruel.
- 10월 30일 - 일본의 가수 마츠다진.
- 10월 31일 - 스페인의 축구 선수 안수 파티.

### 11월
- 11월 2일 - 대한민국의 래퍼 에피.
- 11월 5일 - 대한민국의 축구 선수 전용운.
- 11월 6일 - 일본의 가수 유키.
- 11월 7일 - 독일의 가수 가비. (블랙스완)
- 11월 9일 - 대한민국의 가수 기현.
- 11월 10일 - 프랑스의 축구 선수 에두아르도 카마빙가.
- 11월 11일 - 대한민국의 가수 여진 (이달의 소녀).
- 11월 13일 - 대한민국의 가수 셔츠.
- 11월 14일 - 대한민국의 축구 선수 박제영.
- 11월 15일 - 대한민국의 가수 제이크. (ENHYPEN)
- 11월 16일
  - 대한민국의 야구 선수 김기중.
  - 대한민국의 가수 규혁.
- 11월 19일 - 일본의 배우 코미야 리오.
- 11월 20일 - 일본의 아이돌 카케하시 사야카.
- 11월 21일 - 대한민국의 유튜버 하지훈.
- 11월 22일 - 대한민국의 배우 김민기.
- 11월 24일 - 미국의 가수 스카일라 스테커.
- 11월 25일
  - 대한민국의 배우 조민아.
  - 스페인의 축구 선수 페드리.
- 11월 26일 - 네팔의 수영 선수 가우리카 싱.
- 11월 27일 - 대한민국의 카트라이더 프로게이머 이명재.
- 11월 28일
  - 대한민국의 축구 선수 이주영.
  - 대한민국의 가수 채랑.
  - 대한민국의 리그 오브 레전드 프로게이머 제카.
- 11월 29일
  - 대한민국의 가수 서민아.
  - 미국의 축구 선수 유누스 무사.
- 11월 30일 - 대한민국의 가수 형준 (X1).

### 12월
- 12월 3일 - 대한민국의 수영 선수 문승우.
- 12월 4일 - 대한민국의 리그 오브 레전드 프로게이머 실비.
- 12월 5일 - 대한민국의 가수 채인. (퍼플키스)
- 12월 6일 - 대한민국의 가수 초이.
- 12월 7일
  - 미국의 수영 선수 토리 허스크.
  - 대한민국의 인플루언서, 배우 오재형.
- 12월 8일 - 대한민국의 가수 겸 前 피겨 스케이팅 선수 성훈 (ENHYPEN).
- 12월 10일 - 대한민국의 가수 김부경.
- 12월 11일 - 대한민국의 축구 선수 김준호.
- 12월 14일 - 대한민국의 피아노 연주자 허지희.
- 12월 16일 - 덴마크의 축구 선수 빅토르 크리스티안센.
- 12월 17일 - 일본의 가수, 배우 사토 류가.
- 12월 19일
  - 일본 태생 대한민국의 유도 선수 허미미.
  - 일본의 배우 이시이 모모카.
- 12월 22일 - 대한민국의 가수 원채.
- 12월 23일 - 캐나다의 배우 핀 울프하드.
- 12월 24일 - 대한민국의 리그 오브 레전드 프로게이머 오너.
- 12월 26일 - 대한민국의 배우 조준영.
- 12월 27일 - 대한민국의 치어리더 최석화.
- 12월 29일 - 대한민국의 골퍼 이지현.
- 12월 30일 - 대한민국의 탁구 선수 이다은.
- 12월 31일 - 대한민국의 가수 한솔.

### 미상
- 대한민국의 아나운서 김서현.
- 대한민국의 가수 김유빈.
- 대한민국의 가수 천도.
- 대한민국의 농구 선수 김동현.
- 대한민국의 배구 선수 김정아.
- 이슬.
- 대한민국의 배우 이지현.
- 대한민국의 가수 앨리스 유.
- 미국의 배우 우나 로런스.

## 사망

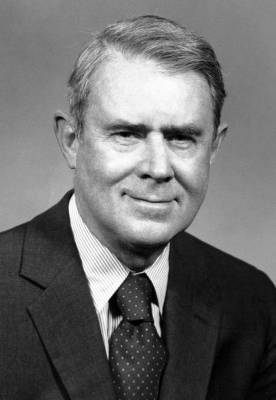
사이런스 번스

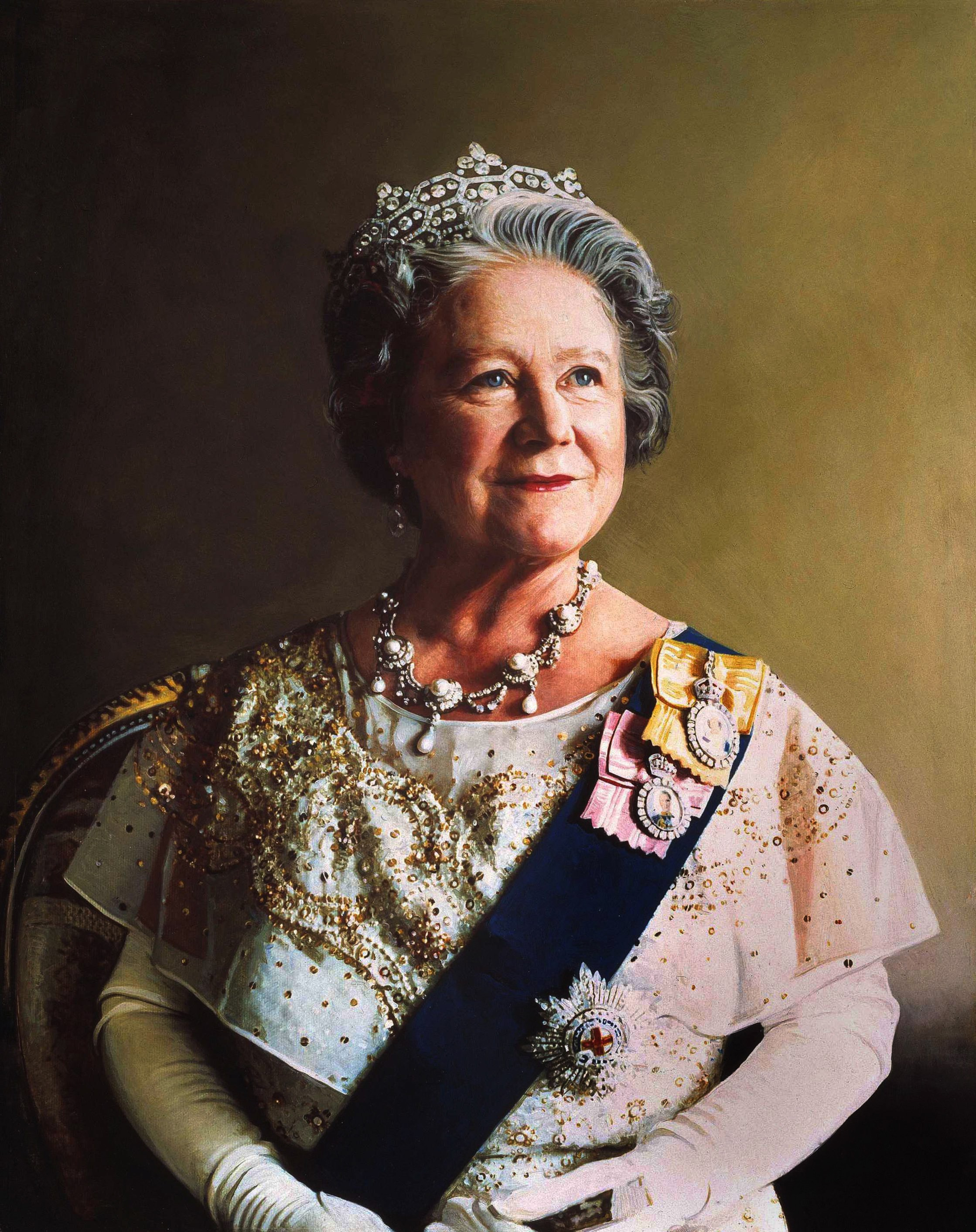
엘리자베스 보우스-라이언

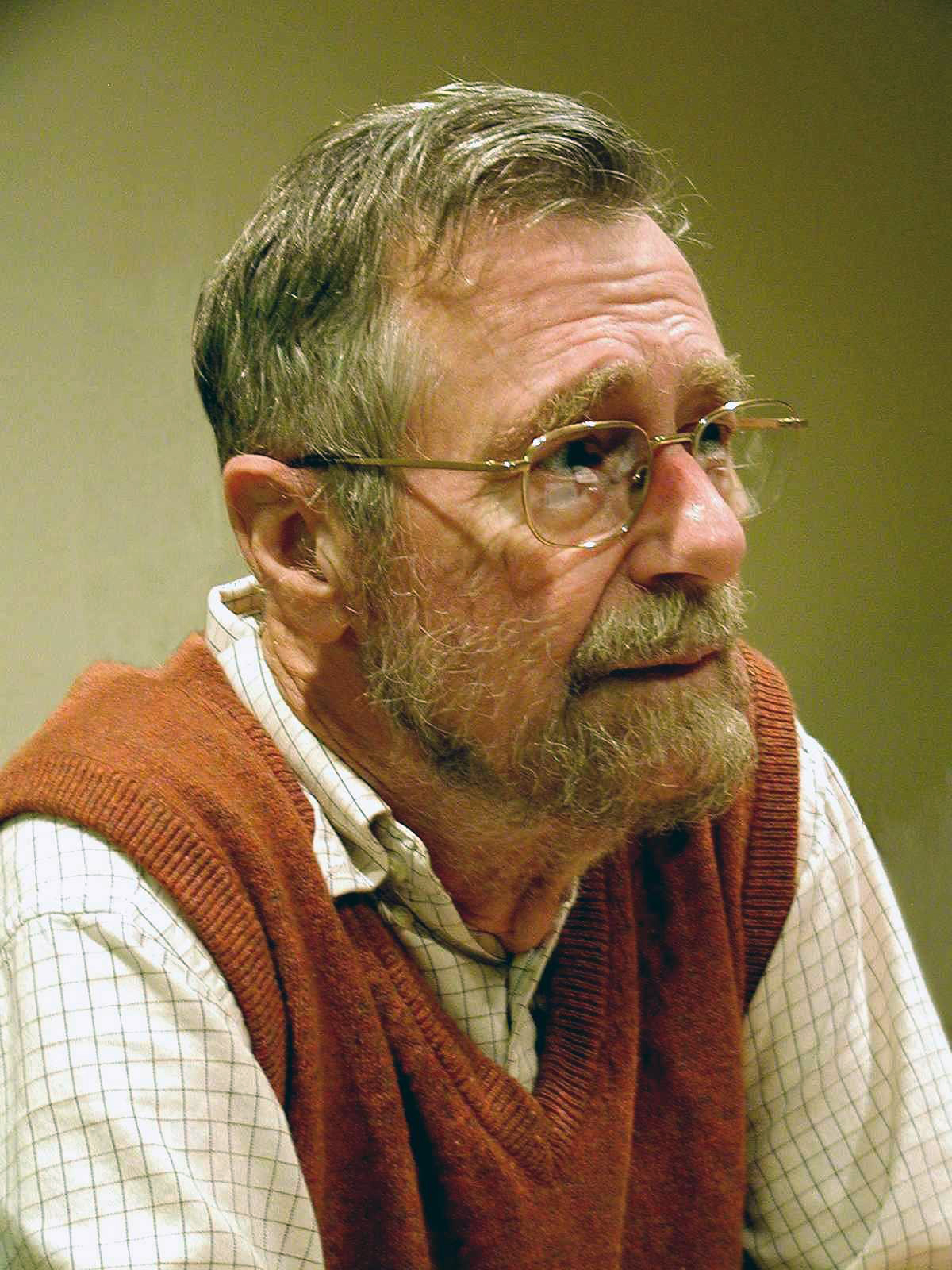
에츠허르 데이크스트라

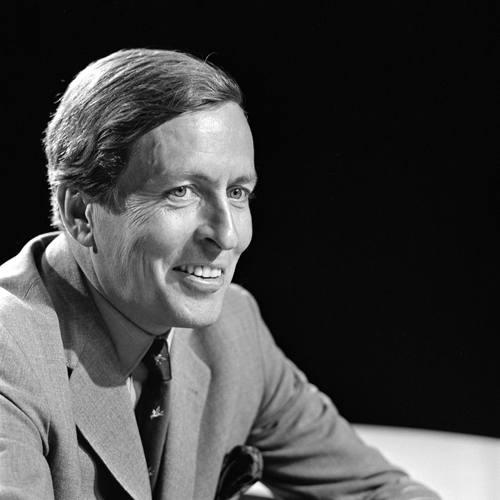
클라우스 왕자

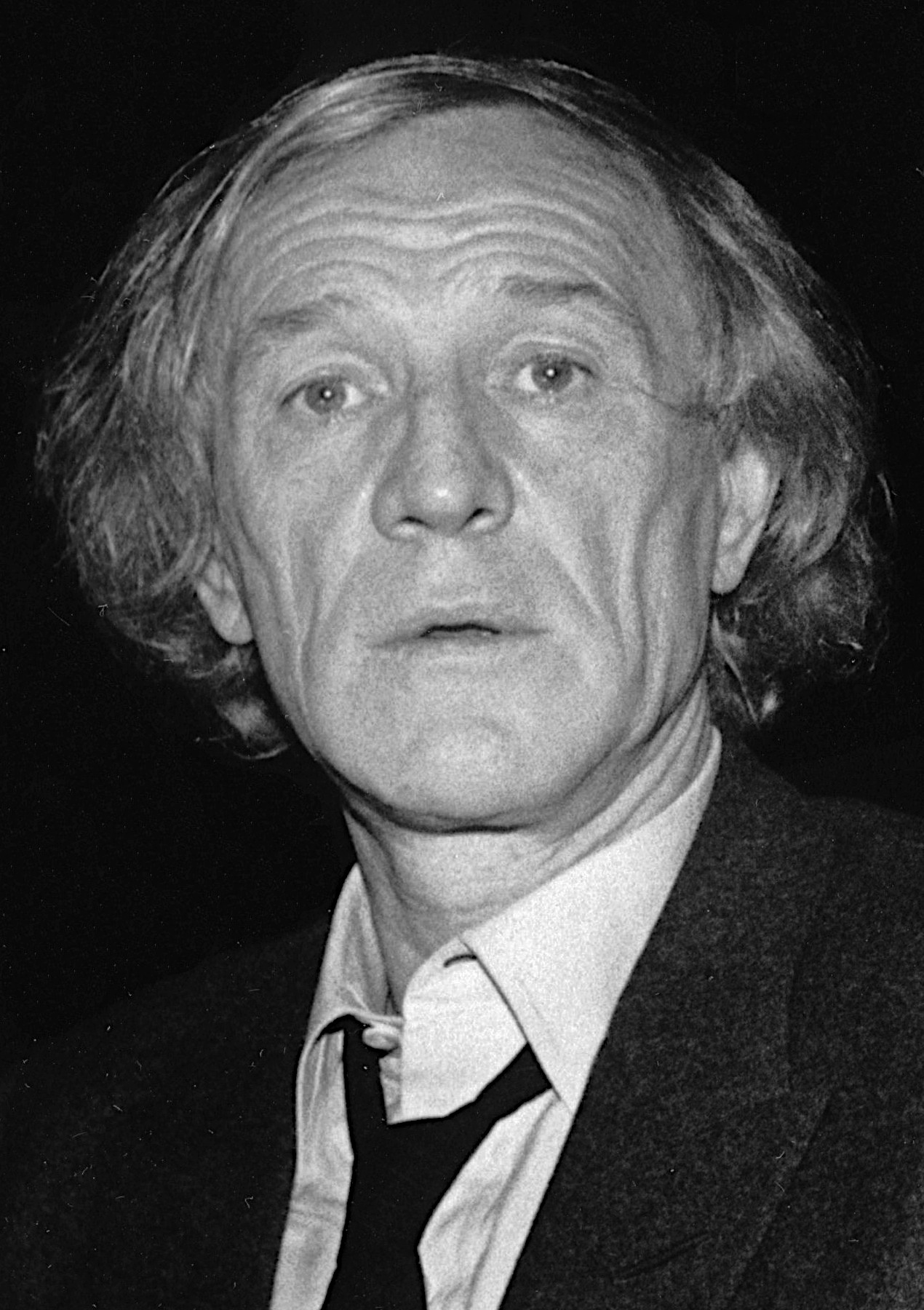
리처드 해리스

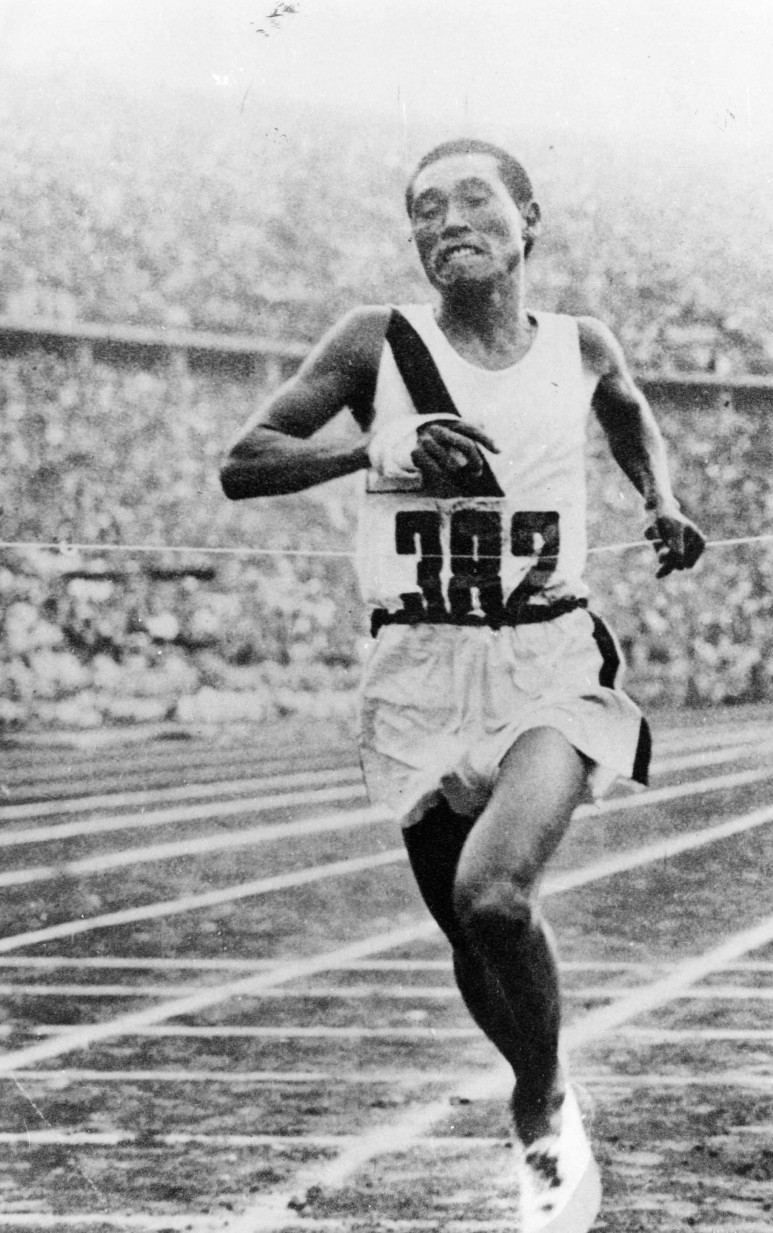
손기정

- 1월 12일 - 미국의 정치인, 국무장관 사이러스 밴스. (1917년~)
- 1월 13일 - 쿠바의 어부 그레고리오 푸엔테스. (1897년~)
- 1월 28일 - 스웨덴의 동화작가 아스트리드 린드그렌. (1907년~)
- 2월 9일 - 영국의 엘리자베스 2세의 여동생 영국 공주 마거릿. (1930년~)
- 2월 14일 - 헝가리의 축구 선수, 축구 감독 히데그쿠티 난도르. (1922년~)
- 3월 17일 - 독일의 작가 루이제 린저. (1911년~)
- 3월 27일 - 미국의 영화감독, 영화제작자 빌리 와일더. (1906년~)
- 3월 30일 - 영국의 엘리자베스 2세의 어머니 엘리자베스 보우스라이언. (1900년~)
- 4월 1일 - 핀란드의 군인, 저격수 시모 해위해. (1905년~)
- 4월 13일 - 대한민국의 원로 가수 현인. (1919년~)
- 4월 25일 - 미국의 가수 레프트 아이. (1971년~)
- 4월 28일
  - 러시아의 군인, 정치인 알렉산드르 레베디. (1950년~)
  - 미국의 교육심리학자 로버트 가네. (1916년~)
- 5월 13일 - 우크라이나의 축구 선수, 축구 감독 발레리 로바노우스키. (1939년~)
- 5월 20일 - 미국의 고생물학자 스티븐 제이 굴드. (1941년~)
- 6월 17일 - 독일의 축구 선수 프리츠 발터. (1920년~)
- 6월 29일 - 대한민국의 군인, 참수리 357호 정장 윤영하. (1973년~)
- 7월 4일 - 프랑스의 수학자, 필즈상 수상자 로랑 슈바르츠. (1915년~)
- 7월 6일 - 미국의 영화 감독 존 프랭컨하이머. (1930년~)
- 7월 13일 - 일본의 아나운서 하야시 요시오. (1943년~)
- 8월 6일 - 네덜란드의 컴퓨터과학자, 전산학자 에츠허르 데이크스트라. (1930년~)
- 8월 26일 - 대한민국의 지휘자 임원식. (1919년~)
- 8월 27일 - 대한민국의 희극인 이주일. (1940년~)
- 10월 6일 - 네덜란드의 여왕 네덜란드 여왕 부군 클라우스. (1926년~)
- 10월 18일 - 대한민국의 배우 남성훈. (1945년~)
- 10월 25일
  - 아일랜드의 영화배우 리처드 해리스. (1930년~)
  - 프랑스의 수학자, 필즈상 수상자 르네 톰. (1923년~)
- 11월 9일 - 대한민국의 군인 겸 외교관 김성룡. (1926년~)
- 11월 13일 - 우루과이의 축구 선수, 축구 감독 후안 알베르토 스키아피노. (1925년~)
- 11월 15일 - 대한민국의 마라톤 선수 손기정. (1912년~)
- 11월 17일 - 대한민국의 기업인 조중훈 (1920년~)
- 11월 24일 - 미국의 철학자, 하버드 대학교 교수 존 롤스. (1921년~)
- 12월 2일 - 오스트리아의 철학자, 신학자 이반 일리치. (1926년~)
- 12월 9일 - 일제강점기 독립운동가 엄기선. (1929년~)
- 12월 12일 - 대한민국의 정치인 황낙주. (1928년~)

## 노벨상
- 경제학상: 다니엘 카너먼, 버논 스미스
- 문학상: 임레 케르테스
- 물리학상: 레이먼드 데이비스 주니어, 코시바 마사토시, 리카르도 지아코니
- 생리학 및 의학상: 시드니 브레너, 로버트 호비츠, 존 설스턴
- 평화상: 지미 카터
- 화학상: 다나카 고이치, 존 펜, 쿠르트 뷔트리히

## 74회아카데미상수상
- 작품상: (뷰티풀 마인드)
- 감독상: 론 하워드(뷰티풀 마인드)
- 남우주연상: 덴절 워싱턴(트레이닝 데이)
- 여우주연상: 핼리 베리(몬스터 볼(영화))
- 남우조연상: 짐 브로드벤트(아이리스(영화))
- 여우조연상: 제니퍼 코널리(뷰티풀 마인드)

## 달력
| 1월 |    |    |    |    |    |    |
| 일  | 월 | 화 | 수 | 목 | 금 | 토 |
|     |    | 1  | 2  | 3  | 4  | 5  |
| 6   | 7  | 8  | 9  | 10 | 11 | 12 |
| 13  | 14 | 15 | 16 | 17 | 18 | 19 |
| 20  | 21 | 22 | 23 | 24 | 25 | 26 |
| 27  | 28 | 29 | 30 | 31 |    |    |

| 2월 |    |    |    |    |    |    |
| 일  | 월 | 화 | 수 | 목 | 금 | 토 |
|     |    |    |    |    | 1  | 2  |
| 3   | 4  | 5  | 6  | 7  | 8  | 9  |
| 10  | 11 | 12 | 13 | 14 | 15 | 16 |
| 17  | 18 | 19 | 20 | 21 | 22 | 23 |
| 24  | 25 | 26 | 27 | 28 |    |    |

| 3월 |    |    |    |    |    |    |
| 일  | 월 | 화 | 수 | 목 | 금 | 토 |
|     |    |    |    |    | 1  | 2  |
| 3   | 4  | 5  | 6  | 7  | 8  | 9  |
| 10  | 11 | 12 | 13 | 14 | 15 | 16 |
| 17  | 18 | 19 | 20 | 21 | 22 | 23 |
| 24  | 25 | 26 | 27 | 28 | 29 | 30 |
| 31  |    |    |    |    |    |    |

| 4월 |    |    |    |    |    |    |
| 일  | 월 | 화 | 수 | 목 | 금 | 토 |
|     | 1  | 2  | 3  | 4  | 5  | 6  |
| 7   | 8  | 9  | 10 | 11 | 12 | 13 |
| 14  | 15 | 16 | 17 | 18 | 19 | 20 |
| 21  | 22 | 23 | 24 | 25 | 26 | 27 |
| 28  | 29 | 30 |    |    |    |    |

| 5월 |    |    |    |    |    |    |
| 일  | 월 | 화 | 수 | 목 | 금 | 토 |
|     |    |    | 1  | 2  | 3  | 4  |
| 5   | 6  | 7  | 8  | 9  | 10 | 11 |
| 12  | 13 | 14 | 15 | 16 | 17 | 18 |
| 19  | 20 | 21 | 22 | 23 | 24 | 25 |
| 26  | 27 | 28 | 29 | 30 | 31 |    |

| 6월 |    |    |    |    |    |    |
| 일  | 월 | 화 | 수 | 목 | 금 | 토 |
|     |    |    |    |    |    | 1  |
| 2   | 3  | 4  | 5  | 6  | 7  | 8  |
| 9   | 10 | 11 | 12 | 13 | 14 | 15 |
| 16  | 17 | 18 | 19 | 20 | 21 | 22 |
| 23  | 24 | 25 | 26 | 27 | 28 | 29 |
| 30  |    |    |    |    |    |    |

| 7월 |    |    |    |    |    |    |
| 일  | 월 | 화 | 수 | 목 | 금 | 토 |
|     | 1  | 2  | 3  | 4  | 5  | 6  |
| 7   | 8  | 9  | 10 | 11 | 12 | 13 |
| 14  | 15 | 16 | 17 | 18 | 19 | 20 |
| 21  | 22 | 23 | 24 | 25 | 26 | 27 |
| 28  | 29 | 30 | 31 |    |    |    |

| 8월 |    |    |    |    |    |    |
| 일  | 월 | 화 | 수 | 목 | 금 | 토 |
|     |    |    |    | 1  | 2  | 3  |
| 4   | 5  | 6  | 7  | 8  | 9  | 10 |
| 11  | 12 | 13 | 14 | 15 | 16 | 17 |
| 18  | 19 | 20 | 21 | 22 | 23 | 24 |
| 25  | 26 | 27 | 28 | 29 | 30 | 31 |

| 9월 |    |    |    |    |    |    |
| 일  | 월 | 화 | 수 | 목 | 금 | 토 |
| 1   | 2  | 3  | 4  | 5  | 6  | 7  |
| 8   | 9  | 10 | 11 | 12 | 13 | 14 |
| 15  | 16 | 17 | 18 | 19 | 20 | 21 |
| 22  | 23 | 24 | 25 | 26 | 27 | 28 |
| 29  | 30 |    |    |    |    |    |

| 10월 |    |    |    |    |    |    |
| 일   | 월 | 화 | 수 | 목 | 금 | 토 |
|      |    | 1  | 2  | 3  | 4  | 5  |
| 6    | 7  | 8  | 9  | 10 | 11 | 12 |
| 13   | 14 | 15 | 16 | 17 | 18 | 19 |
| 20   | 21 | 22 | 23 | 24 | 25 | 26 |
| 27   | 28 | 29 | 30 | 31 |    |    |

| 11월 |    |    |    |    |    |    |
| 일   | 월 | 화 | 수 | 목 | 금 | 토 |
|      |    |    |    |    | 1  | 2  |
| 3    | 4  | 5  | 6  | 7  | 8  | 9  |
| 10   | 11 | 12 | 13 | 14 | 15 | 16 |
| 17   | 18 | 19 | 20 | 21 | 22 | 23 |
| 24   | 25 | 26 | 27 | 28 | 29 | 30 |

| 12월 |    |    |    |    |    |    |
| 일   | 월 | 화 | 수 | 목 | 금 | 토 |
| 1    | 2  | 3  | 4  | 5  | 6  | 7  |
| 8    | 9  | 10 | 11 | 12 | 13 | 14 |
| 15   | 16 | 17 | 18 | 19 | 20 | 21 |
| 22   | 23 | 24 | 25 | 26 | 27 | 28 |
| 29   | 30 | 31 |    |    |    |    |

### 음양력 대조 일람
| 음력월 | 월건 | 대소 | 음력 1일의 양력 월일 | 음력 1일 간지 |
| ------ | ---- | ---- | -------------------- | ------------- |
| 1월    | 임인 | 대   | 2월 12일             | 신해          |
| 2월    | 계묘 | 대   | 3월 14일             | 신사          |
| 3월    | 갑진 | 소   | 4월 13일             | 신해          |
| 4월    | 을사 | 대   | 5월 12일             | 경진          |
| 5월    | 병오 | 소   | 6월 11일             | 경술          |
| 6월    | 정미 | 대   | 7월 10일             | 기묘          |
| 7월    | 무신 | 소   | 8월 9일              | 기유          |
| 8월    | 기유 | 소   | 9월 7일              | 무인          |
| 9월    | 경술 | 대   | 10월 6일             | 정미          |
| 10월   | 신해 | 소   | 11월 5일             | 정축          |
| 11월   | 임자 | 대   | 12월 4일             | 병오          |
| 12월   | 계축 | 소   | 2003년 1월 3일       | 병자          |